# タラカン市
タラカンはインドネシアのカリマンタン島のすぐ東に浮かぶタラカン島に位置する北カリマンタン州の都市である。かつてはオランダ領東インドの重要な産油地で、第二次世界大戦初頭に日本軍の攻撃目標になった。2012年に設置された北カリマンタン州唯一の市である。

## 語源
「タラカン」という名前はティドゥン語から来ている。「タラク」は「集会所」、「ンガカン」は「食べる事」を表す。タラカンは元々ティドゥンの船乗りや商人が食事し、休み、商品を交換する場所だった。

## 歴史

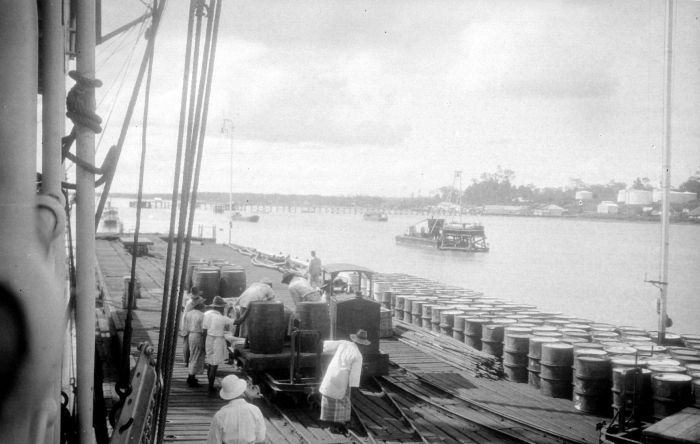
オランダ植民地時代のタラカンの石油基地(1925年頃)

1076年、伝説によると現地のティドゥン人がタラカンに王国を創った。
1571年、タラカン島東岸に王国は移った。この地域は当時既にイスラム教の影響下に有った。

1863年、原油の浸み出しが発見されたことを受けて、オランダ人の植民地経営者によるタラカン島探査が初めて行われた。
1905年、Koninklijke Nederlandsche Petroleum Maatschappijは石油採掘権を取得した。これは後に合併してロイヤル・ダッチ・シェルとなった2つの会社の一方である。
1906年、石油生産が始まり、1年で5万7928バレルを生産した。
1920年代、タラカンからは毎年500万バレル以上が生産されるようになった。これはオランダ領東インド全体での産出量の1/3に当たる。タラカン産の石油は通常のアスファルトベースと異なり、ケロシンベースだった。この事が、タラカン石油の価値を高め、特に日本からの需要が大きかった。

第二次世界大戦初頭、タラカンは日本軍の重要標的になった。タラカンは石油生産地であるだけでなく、戦略的に優れた空港が造れると考えられた。1942年1月11〜12日、第一次タラカンの戦いが起こり、日本軍はオランダ軍を破り、タラカンを占拠した。多くの日本兵がタラカン島に留まった結果、食料の不足が起き、多くの市民が栄養不足になった。占領中、日本軍は600人の労働者をジャワ島からタラカンへ移入した。また、およそ300人のジャワ出身女性が従軍慰安婦となることを強要された。

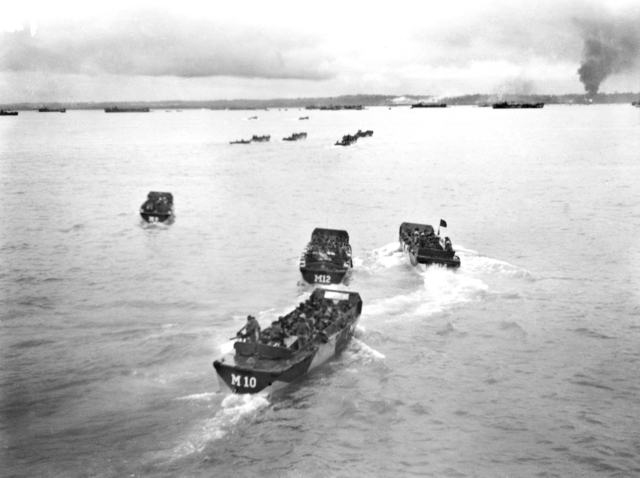
第二次タラカンの戦いで着陸する連合軍の戦闘機

1944年7月、日本の最後のタンカーがタラカンを出発した。連合軍の侵攻により、日本軍はタラカンを維持出来なくなったのだ。その年の終わりに、連合軍の空爆によりタラカン島の石油生産・貯蔵施設は破壊された。
1945年5月1日〜6月21日、連合軍は第二次タラカンの戦いでタラカンを占領した。その後はオーストラリアの第26旅団が支配した。続くインドネシア独立戦争で、タラカンは新しいインドネシアの一部になった。
1981年、タラカンは市に昇格した。当時は東カリマンタン州に所属していた。
2010年、タラカン暴動が起きた。
2012年、北カリマンタン州が設置され、タラカンは州唯一の市になった。
2017年6月19日、スールー海でテロリストなどを警戒するインドネシアとマレーシア、フィリピンの合同警備司令センターが設置され、海空のパトロールが開始された。

## 行政区画
タラカンは4つの区(ケカマタン)に分かれる。

| 名称 | 2010年の人口 |
| ---- | ------------ |
| 東区 | 42,973       |
| 中区 | 60,608       |
| 西区 | 67,749       |
| 北区 | 22,040       |

## 民族
タラカンの先住民はダヤク人の一派のティドゥン人である。そのほか、現在のタラカンにはインドネシアの他の地方から来たブギス族やジャワ人、中国系インドネシア人も暮らしている。多数派はイスラム教徒で、少数のキリスト教徒や他の宗教の信者も存在する。

民族間の関係はほぼ平和だが、2010年にはタラカン暴動が起きた。この暴動ではティドゥン人とブギス族が衝突した。

## 交通

### 海路
タラカンはフェリーで以下の港と結ばれている。
- ヌヌカン県(北カリマンタン州)
- ベラウ県(東カリマンタン州)
- バリクパパン(東カリマンタン州)
- タワウ(マレーシア・サバ州)
- スラウェシ島
- ジャワ島

### 空路
タラカン市から3.5kmの場所にジュワタ空港が有る。以下の空港と結ばれている。
- バリクパパン(東カリマンタン州)
- スラバヤ(東ジャワ州)
- デンパサール(バリ州)
- マカッサル(南スラウェシ州)
- タワウ(マレーシア・サバ州)

## 経済
タラカンはかつてはオランダ領東インドの石油産業を先導する都市だった。しかし今日では、石油産業は市の経済の6%に過ぎず、漁業と林業が中心になっている。

## 環境
タラカン島には天狗猿が生息する。

## 姉妹都市
- バタム島(インドネシア・リアウ諸島州)
- コタキナバル(マレーシア)
- ミリ(マレーシア)
- タワウ(マレーシア)
- ダバオ(フィリピン)
- ベネチア(イタリア)

## 引用
1. ↑  “Wonderful Indonesia - Tarakan”.   Ministry of Tourism, Republic of Indonesia.. 2016年4月23日閲覧。
2. ↑  Prasetyo, Deni (2009). Mengenal Kerajaan-Kerajaan Nusantara. Pustaka Widyatama (Yogyakarta)
3. ↑   European foreign investments as seen by the U.S. Department of Commerce. United States Bureau of Foreign and Domestic Commerce. (1977)
4. ↑  Mindell, Earl P.; John T. Mason (1986). The Pacific War Remembered: An Oral History Collection. Naval Institute Press
5. ↑  Dull, Paul S.. A battle history of the Imperial Japanese Navy, 1941-1945
6. ↑  “東南ア３カ国が合同警備開始 比ミンダナオ島沖、対ＩＳで協力”. 『日本経済新聞』朝刊. (2017年6月20日)
7. ↑  Biro Pusat Statistik, Jakarta, 2011.
8. ↑  “Sekilas Tarakan”.   Tarakan Municipal website. 2016年4月23日閲覧。（リンク切れ）
9. ↑  Atiyah, Jeremy. Rough guide to Southeast Asia. Rough Guides
10. 1 2  Roberts, Brian; Trevor Kanaley (2006). Urbanization and sustainability in Asia: case studies of good practice. Asian Development Bank

座標: 北緯3度18分0秒 東経117度38分0秒 / 北緯3.30000度 東経117.63333度